# Семинария Святого Иосифа (Вильнюс)

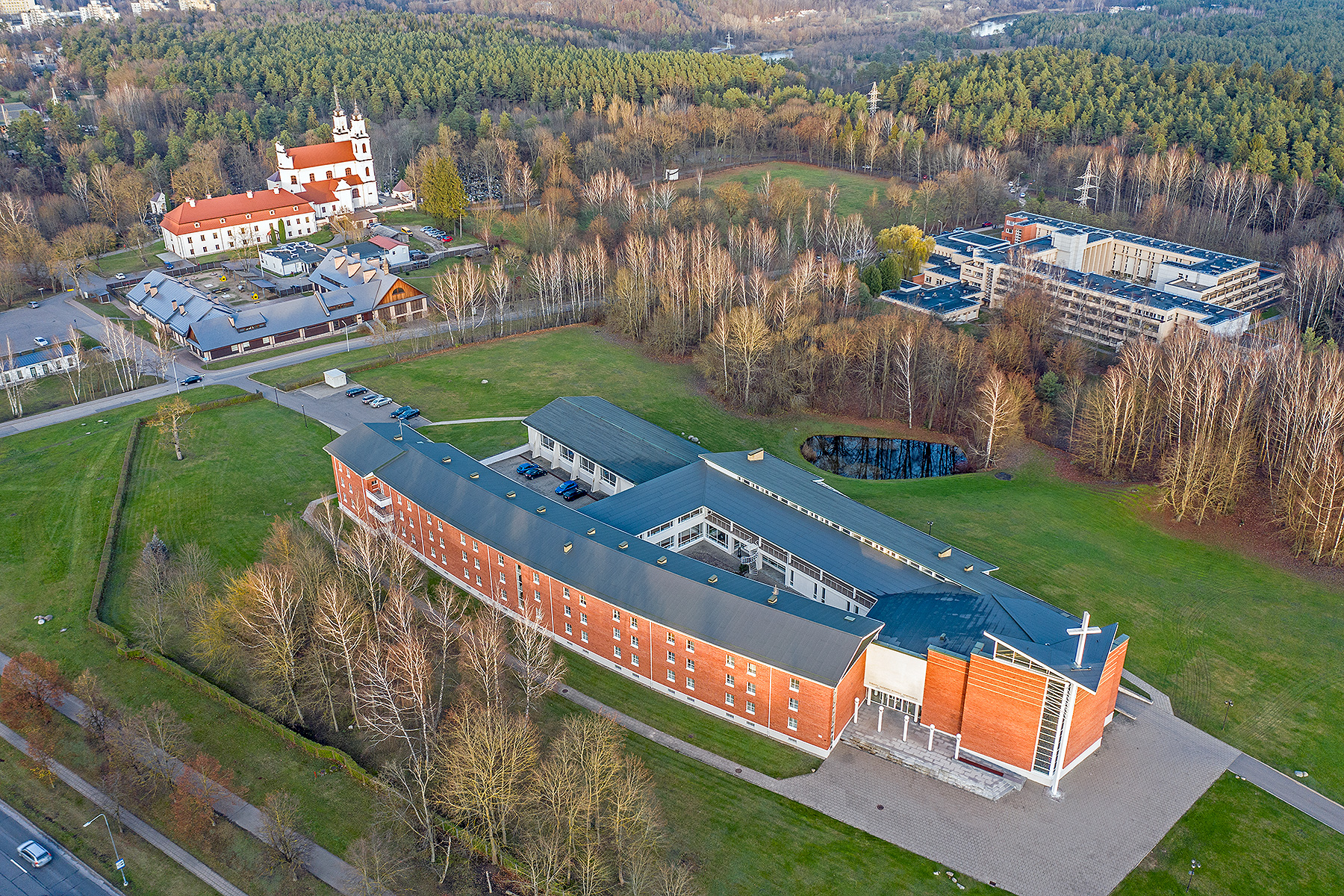
Здание семинарии святого Иосифа, Вильнюс, Литва

Вильнюсская семинария святого Иосифа (лит. Vilniaus Šv. Juozapo kunigų seminarija) — католическая духовная семинария, находящаяся в Вильнюсе, Литва. Семинария готовит католических священников для Вильнюсской архиепархии, Паневежеской и Кайшядорской епархий.

## История
Современная вильнюсская католическая семинария ведёт свою историю с 1582 года, когда виленский епископ Юрий Радзивилл основал в городе первую семинарию для подготовки католических священнослужителей. В 1945 году, когда Вильнюс был передан Литве, часть учебной части семинарии была переведена в Белосток и на её основе была образована белостокская семинария.
Во время советской власти семинария в Вильнюсе не действовала. В 1993 году, после восстановления независимости Литвы, работа семинария была возобновлена вильнюсским архиепископом Аудрисом Бачкисом.
В 1997 году семинария была переведена в новое здание, находящееся на улице Кальвария.

## Ректоры

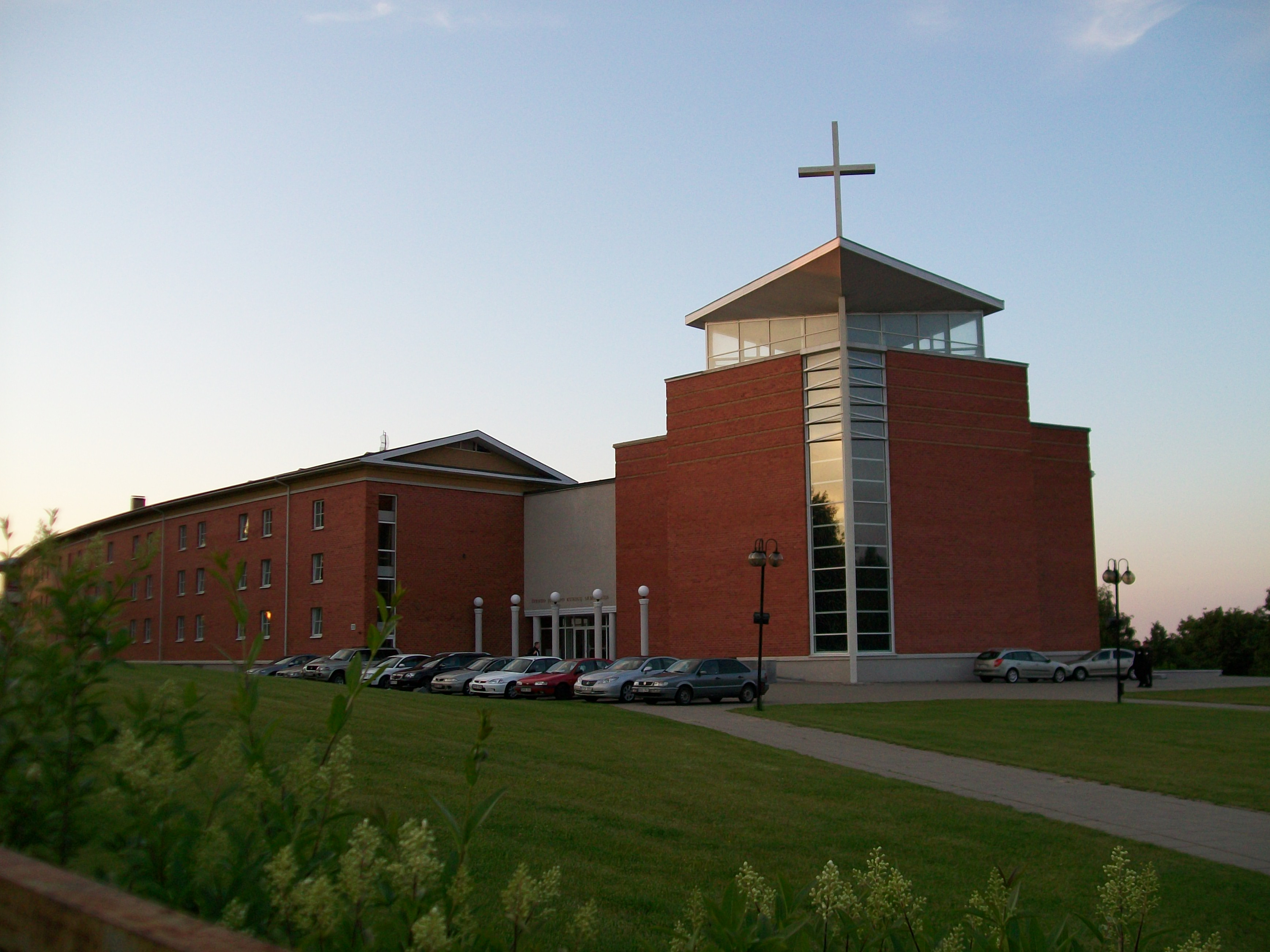

- Казимерас Василяускас (1993—1995)
- Эйгантас Рудокас (1995—1997);
- Ханс Фридрих Фишер (1997—2001);
- Гинтарас Грушас (2001—2003);
- Робертас Шалашявичюс (2003—2008);
- Жидрунас Вабуолас (2008—2015);
- Ханс Фридрих Фишер (2015—2018);
- Анджей Шушкевич (с 2018 года)